# Industrieschool voor Vrouwelijke Jeugd

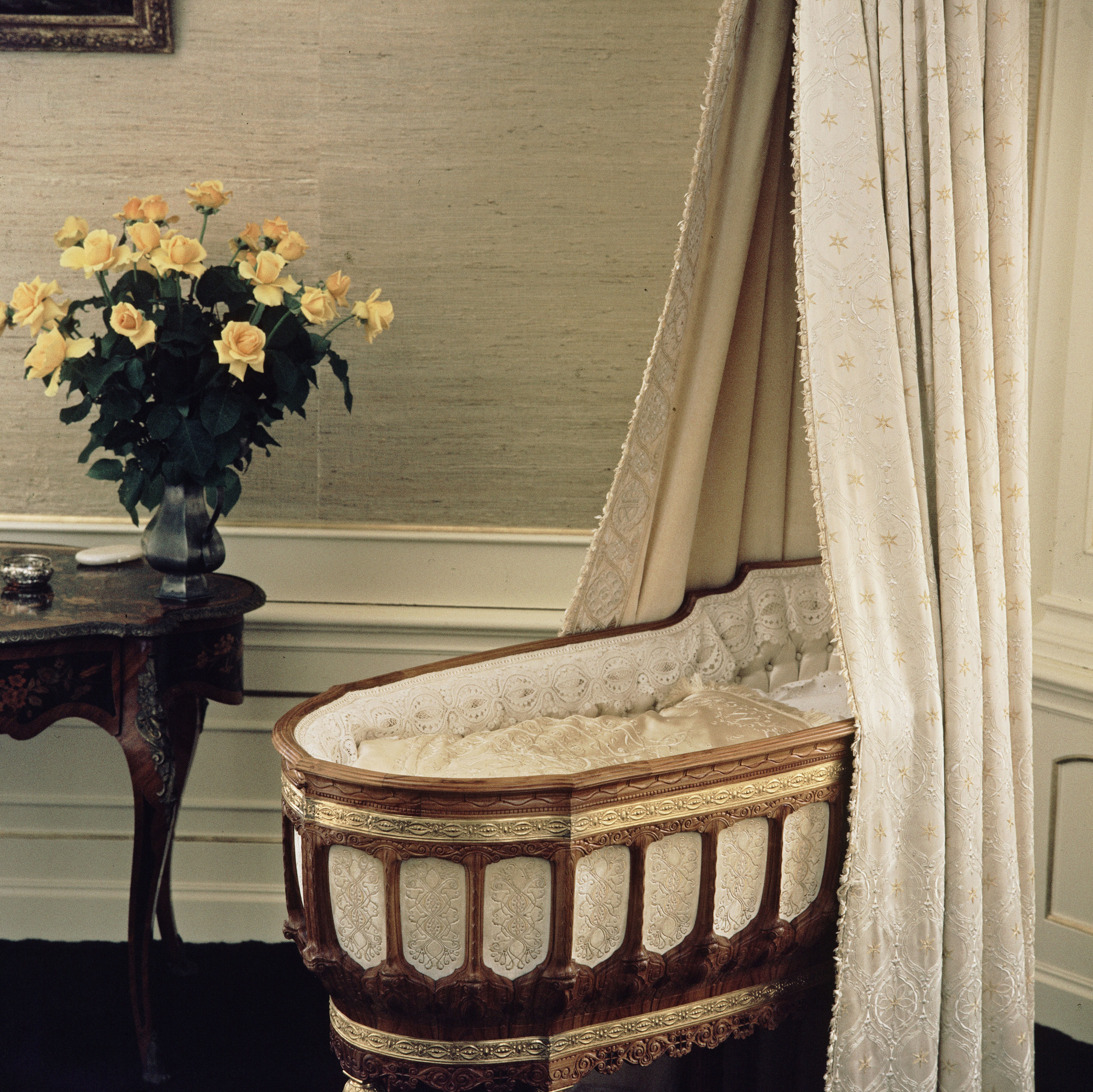
Detail van de Amsterdamse wieg (1909). Het borduurwerk aan de tussenvlakken van de wiegbak werd verzorgd door leerlingen van de Industrieschool voor Vrouwelijke Jeugd

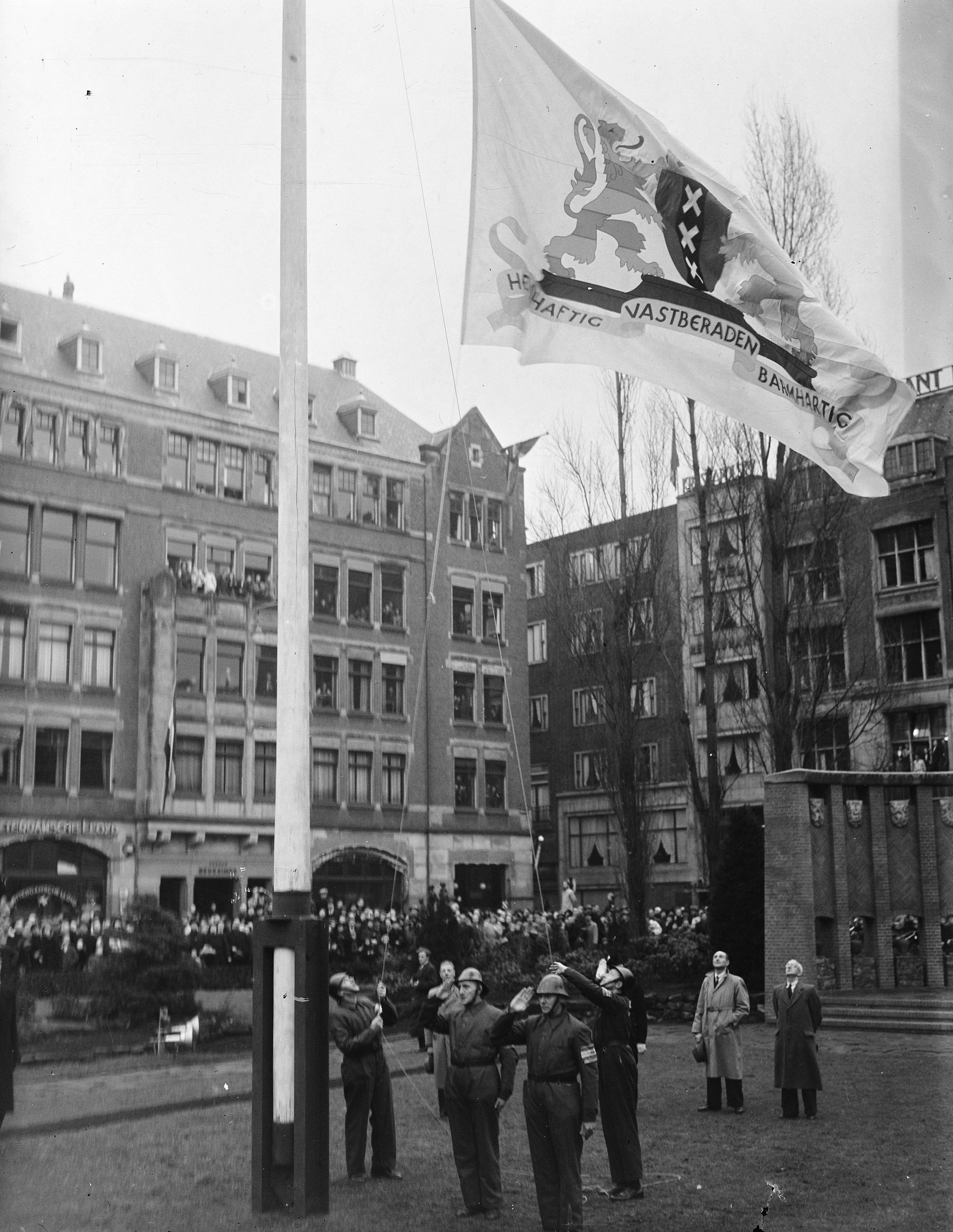
Vlag met wapen en devies van Amsterdam (1947), gemaakt door leerlingen van de Industrieschool voor Vrouwelijke Jeugd.

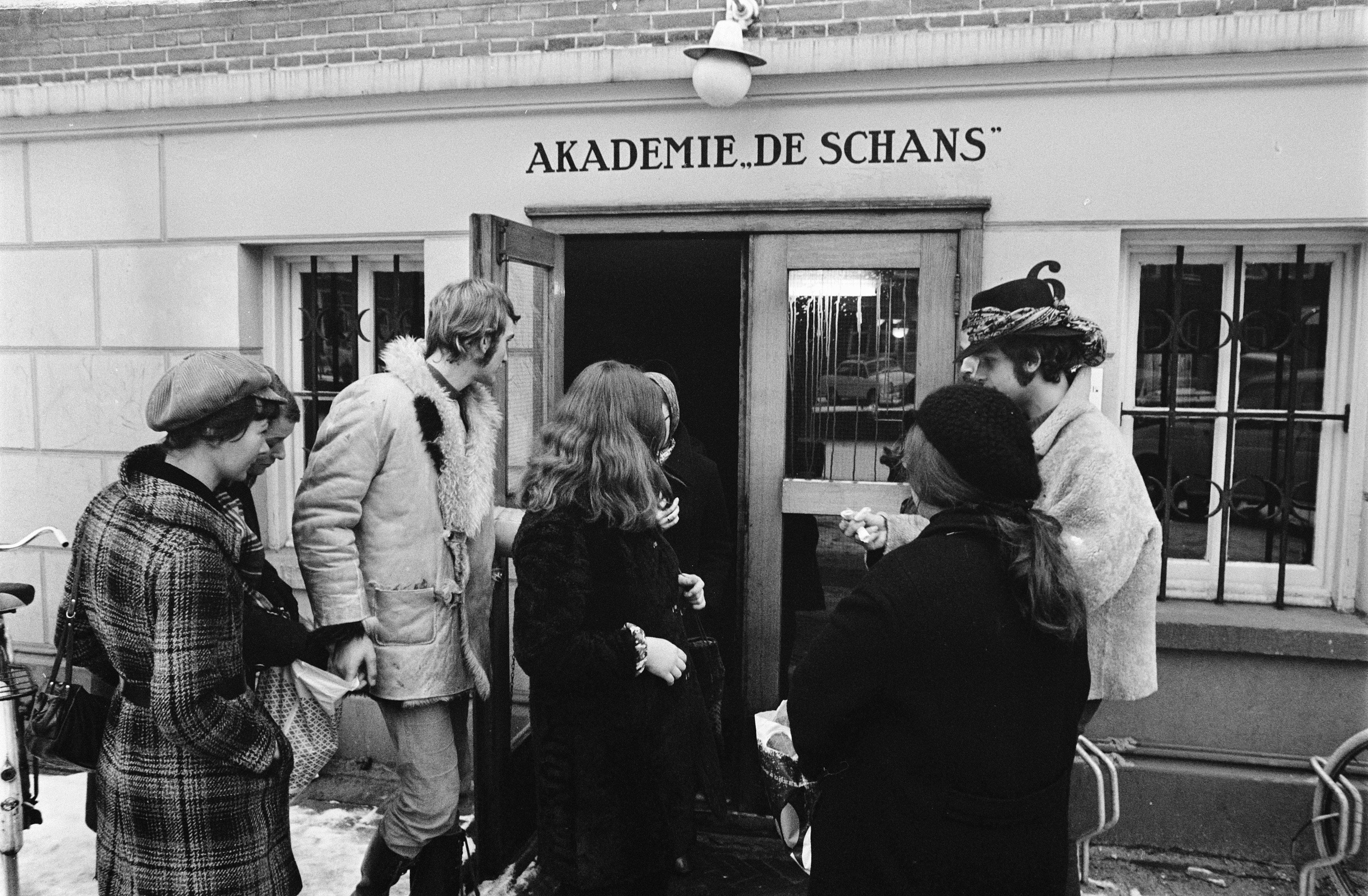
Akademie De Schans

De Industrieschool voor Vrouwelijke Jeugd was een onderwijsinstelling in Amsterdam en voorloper van de latere (mode-) Akademie De Schans.

## Geschiedenis
Mienette Storm-van der Chijs maakte zich hard voor onderwijs aan vrouwen en pleitte voor de oprichting van een industrieschool voor vrouwen. Haar idee viel niet in goede aarde bij pedagoge Elise van Calcar, die vond "dat de roeping der vrouw zich in de eerste plaats tot opvoeden bepaalt en dat er in onzen tijd veeleer behoefte bestaat aan verbeterde opvoeding voor de vrouw zelve dan aan het scheppen van nieuwe werkkringen ten hare behoeve." Storms idee vond echter ook bijval en vanuit de twee Amsterdamse departementen van de Maatschappij tot Nut van 't Algemeen werd besloten een Industrieschool voor vrouwelijke jeugd op te richten. Op 2 november 1865 werd de school geopend aan de Herengracht 2, op de hoek met de Brouwersgracht. Directrice werd Alice Mouzin, die tot haar huwelijk met Martin Monnickendam in 1906 aan de school was verbonden. 
De school had bij de start 25 leerlingen en bestond aanvankelijk uit twee afdelingen, voor meisjes uit de middenstand en voor de dochters van handwerklieden en behoeftigen. De tweede groep niet alleen om ze een eerlijke broodwinning aan te leren, maar ook om ze tegen fysieke en morele ellende te beveiligen. Het klassenverschil werd in 1868 opgeheven. Vakken die werden gegeven waren onder meer houtgraveren, tapisseriewerken, borduren, naaien op een machine, schoenen maken, strovlechten en boekhouden en administratie. De school in Amsterdam was de eerste industrieschool voor meisjes in Nederland, later volgden industriescholen in Arnhem (1873), 's-Gravenhage (1876) en Rotterdam (1885). Vanaf eind jaren 1880 kwamen er ook huishoudscholen.
Vanwege groei van de Industrieschool verhuisde men in juni 1867 naar de Kerkstraat, drie jaar had men ruim 160 leerlingen en werd het naastgelegen pand erbij getrokken. In 1881 verhuisde de school naar een nieuw pand aan de Weteringschans 31, naar een ontwerp van architect Dolf van Gendt. In 1951 werd het pand aan de Weteringschans intern verbouwd en met een verdieping verhoogd, onder leiding van Herman Knijtijzer en Jan van der Linden

## Tentoonstellingen en opdrachten

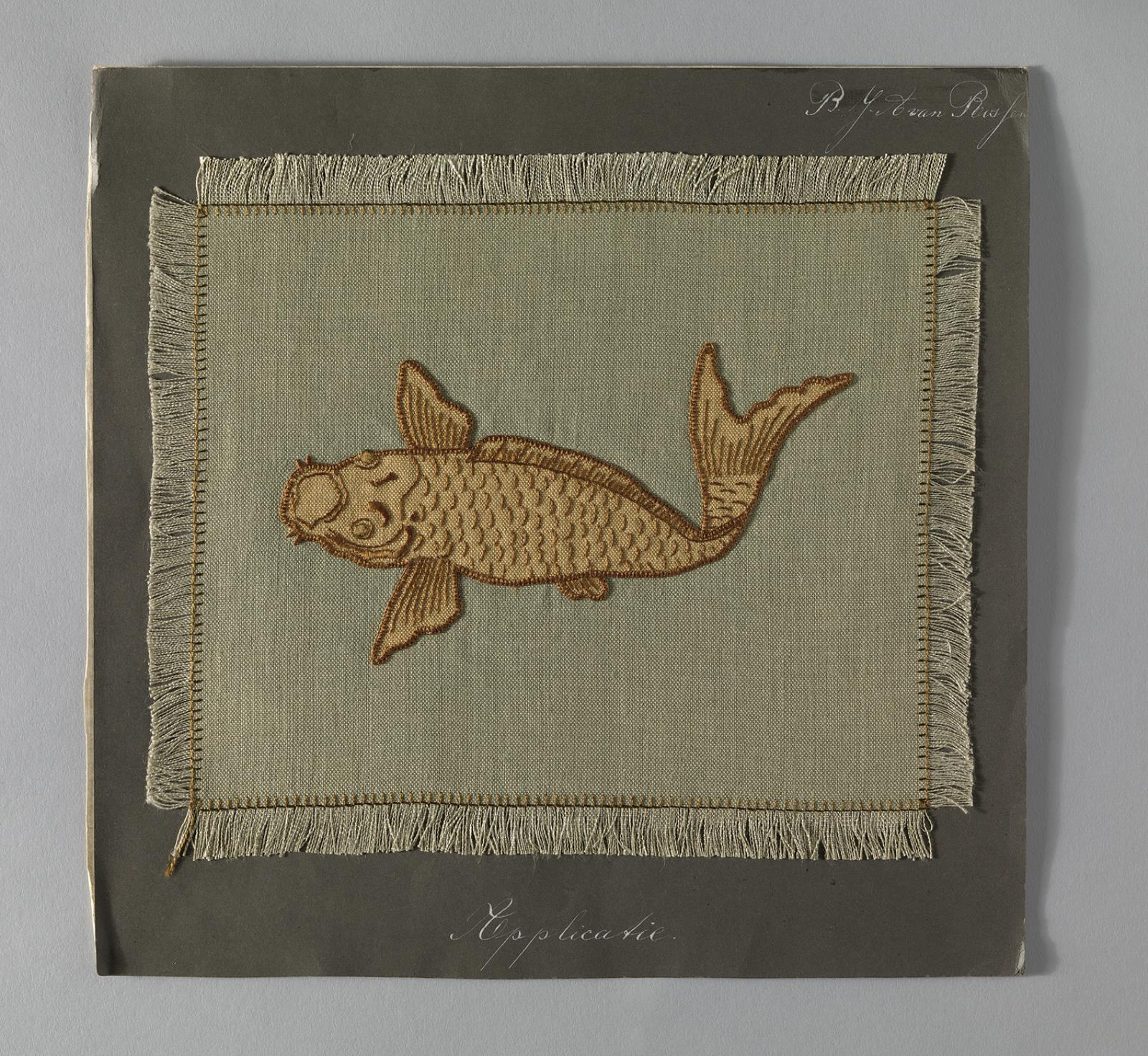
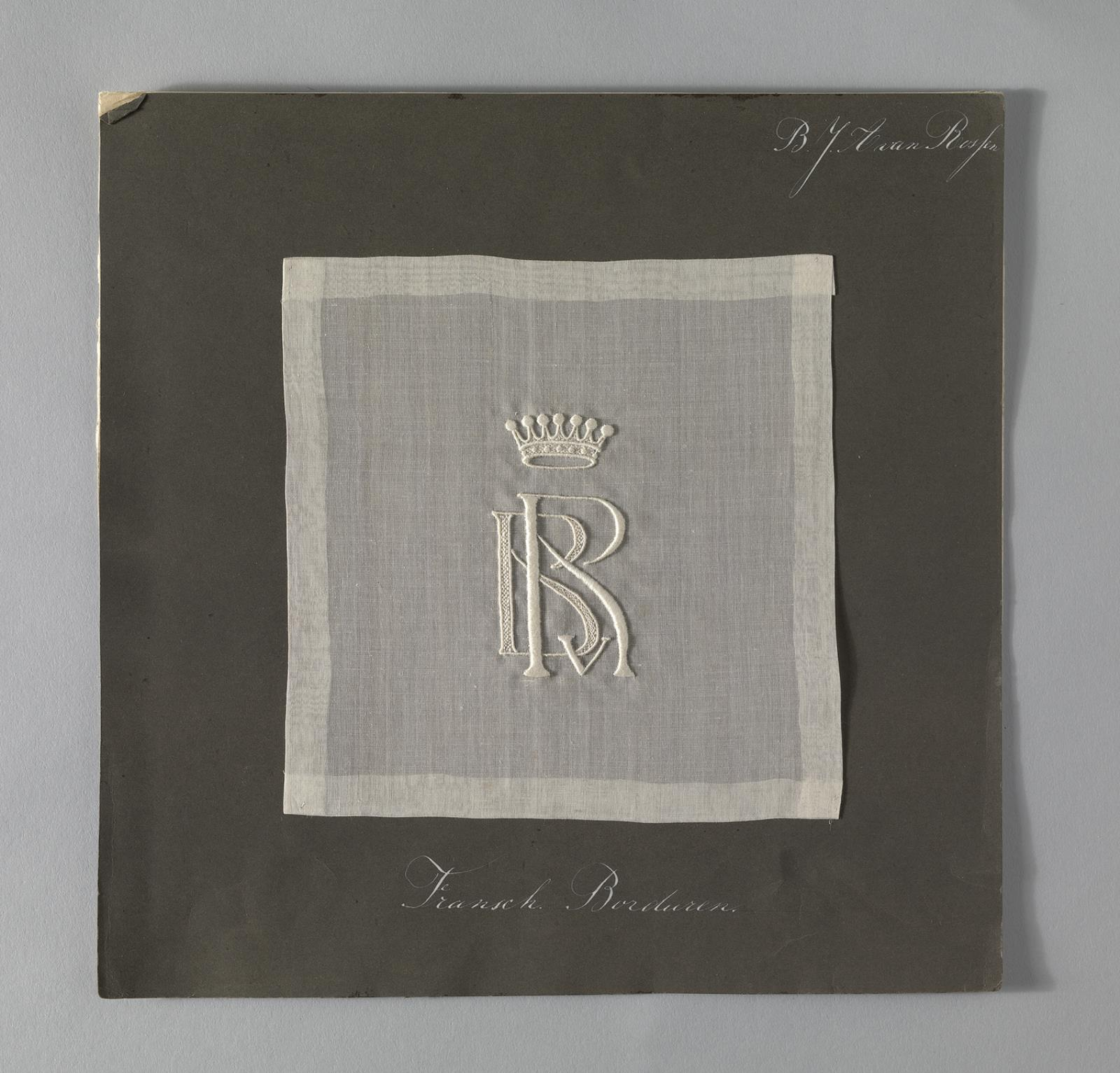
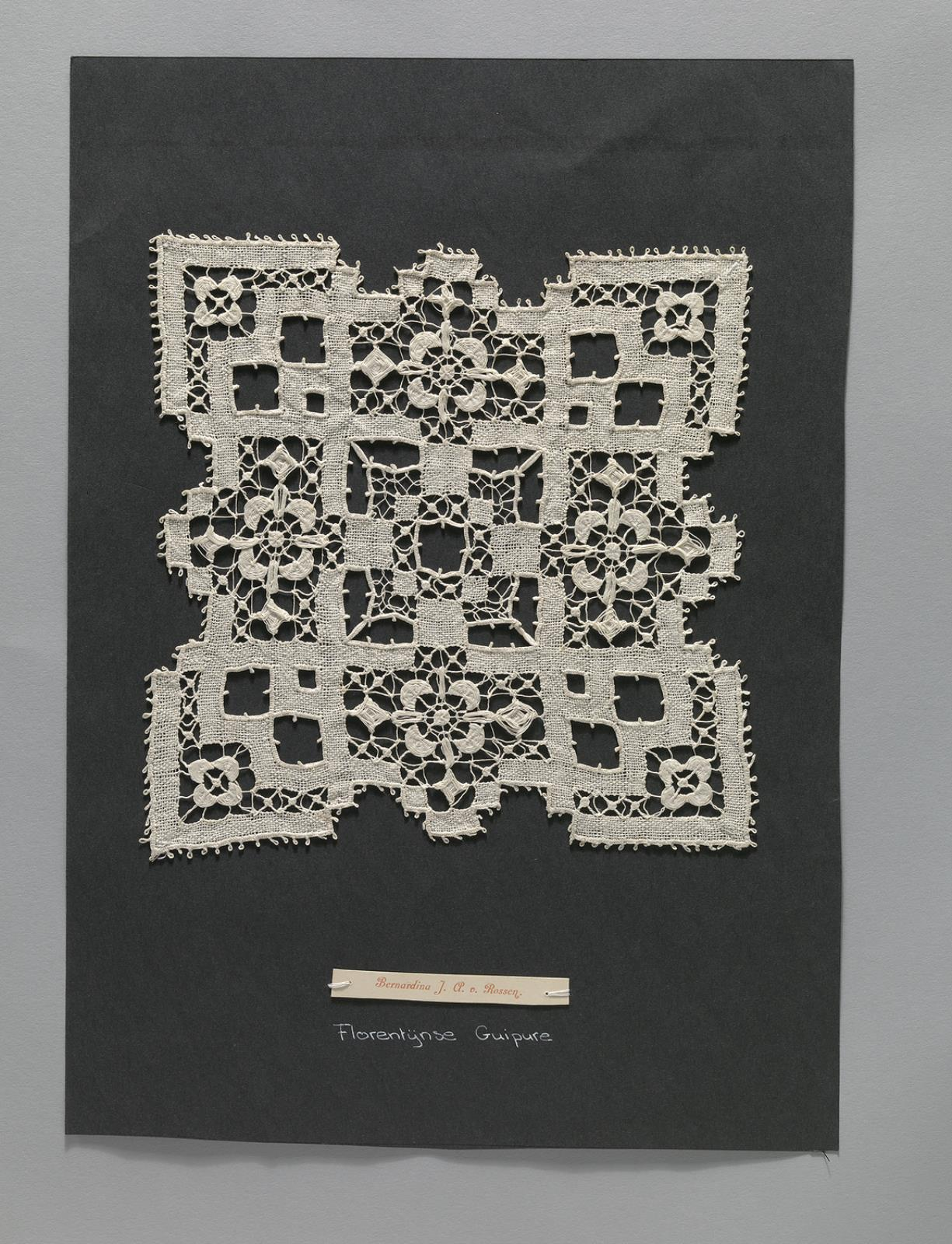
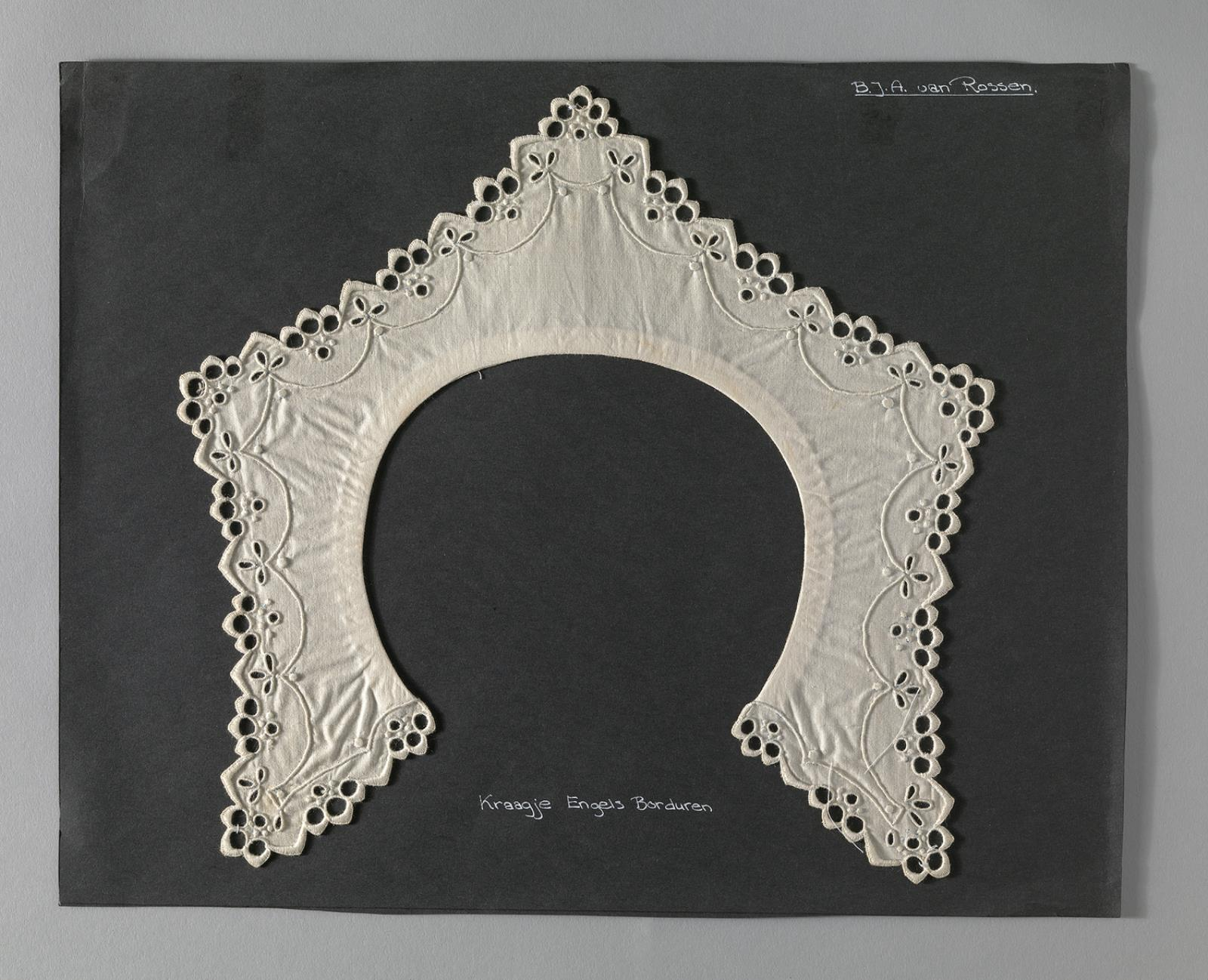
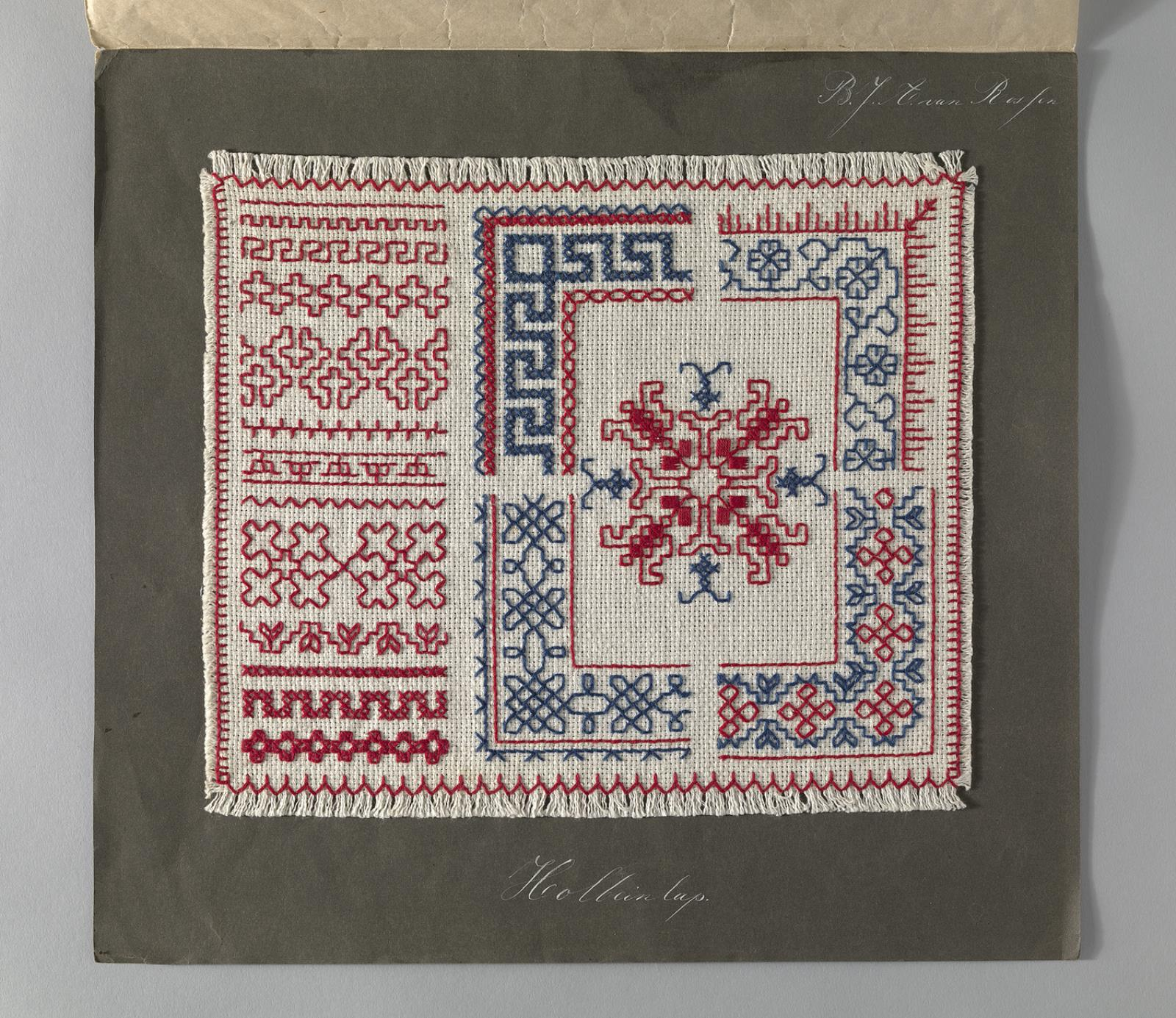

De school nam deel aan tentoonstellingen, waar onder meer handwerk van leerlingen werd getoond, zoals de nationale wedstrijd voor werklieden bij de Haagse Tekenacademie (1871), de Internationale tentoonstelling van tuinbouw en van voortbrengselen uit het plantenrijk in het Paleis voor Volksvlijt (1877) en de Internationale Tentoonstelling van Kunstnaaldwerk (1886) in Amsterdam. Ter gelegenheid van het gouden jubileum opende prof. Pieter van der Wielen, bestuursvoorzitter van de Vereeniging tot instandhouding der Industrieschool voor Vrouwelijke Jeugd, eind 1915 een tentoonstelling in school, waar de leerlingen onder meer borduurwerk, fijn lingerie, macramé en vaandels lieten zien. Ook ter gelegenheid van het 100-jarig bestaan van de school (1965) werd er een tentoonstelling gehouden.
Leerlingen van de Industrieschool werkten aan diverse opdrachten. Ze maakten op verzoek van een comité van damespatronessen een vaandel voor een burgererewacht bij de inhuldiging van koningin Wilhelmina (1898) en werkten mee aan de totstandkoming van de door Karel de Bazel ontworpen Amsterdamse wieg, die door de vrouwen en meisjes van Amsterdam werd aangeboden aan de dan zwangere koningin Wilhelmina (1909). Een andere opdracht was de Februaristakingvlag, ontworpen door Pam Rueter, met het wapen en devies van Amsterdam, die in december 1947 in aanwezigheid van koningin Wilhelmina voor het eerst op de Dam werd gehesen. De vlag is sindsdien jarenlang gebruikt bij de herdenking van de Februaristaking.
Voorbeelden van handwerk van leerlingen

## Uitbreiding en hervorming
In 1959 werd een tweede industrieschool voor vrouwelijke jeugd gevestigd aan het Hortusplantsoen. Een derde werd onder de naam Anna Maria Storm-Van der Chijsschool in 1963 in gebruik genomen aan de Wilhelmina Druckerstraat 3 in Slotervaart. In 1964 hadden de drie scholen samen 925 leerlingen. Met de invoering van de wet op het voortgezet onderwijs (Mammoetwet) van 1963 werd het onderwijs hervormd. De 1e Industrieschool aan de Weteringeschans kreeg de naam Akademie De Schans en werd een scholengemeenschap voor beroepsonderwijs met M.H.N.O. en opleiding voor leraressen, de 2e en 3e Industrieschool werden school voor beroepsonderwijs H.N.O. onder de namen De Hortus en Anna Maria Storm-Van der Chijs. De 'Vereeniging tot instandhouding der Industrieschool voor Vrouwelijke Jeugd' werd omgezet in 'Amsterdamse Vereniging voor Beroepsonderwijs'. Akademie De Schans werd eind 20e eeuw opgeheven.
In 1885 was naast de school aan de Weteringschans het Barlaeus Gymnasium geopend. In de periode 2002-2004 werd het gebouw van de voormalige Industrieschool bij het gymnasium gevoegd. De hoofdingang werd verplaatst naar de voormalige Industrieschool. Het pand is een gemeentelijk monument.

## Directrices
- 1865 - 1906 Alice Mouzin (hoewel ze pas in 1868 werd geboren)
- 1906 - 1927 Johanna Henriëtte Steiner
- 1927 - 1930 Johanna Frederika Beumer
- 1930 - ? Johanna de Grooth
- 1943 - 1964 Leentje Huberta Hoffman
- 1964 - 1974? Wilhelmina Pieternella Hol

## Enkele docenten en oud-studenten
Docenten
- Henriëtte Addicks
- Petrus Hermanus Bon
- Baukje Jelles
- Hentie van Ramshorst-de Weert Steenkamer
- Edouard Taurel
- Jeanne Verwey-Tilbusscher
- Eugenie Carolina van Vooren
- Maria Augusta Willeumier
- Cato Catharina IJmker

Studenten
- Eefje Croiset
- Gerda van Gijzel
- Suze Meyboom
- Roos Nagtegaal-Bosnak
- Maria Jacoba Renooij